# カエノラブディティス・エレガンス
カエノラブディティス・エレガンス Caenorhabditis elegans は、線形動物門クロマドラ綱プレクトゥス亜綱カンセンチュウ目カンセンチュウ科に属する線虫の1種。細胞系譜が明らかになっているなど、実験材料として非常に優れた性質をもつことから、モデル生物として広く利用されている。多細胞生物として最初に全ゲノム配列が解読された生物でもある。生物学の研究者にとってなじみ深く、C. elegans で広く通じ、日本語でも C. エレガンス（シー・エレガンス）と書かれることが多い（詳細は後記）。体長約1 mm（ミリメートル）で透明な体をもつ。

## 分類と名称
かつては線形動物門は双腺綱と双器綱に大別され、うち双腺綱の桿線虫亜綱カンセンチュウ目カンセンチュウ科に分類されていた。しかし、分子系統解析により自然分類でないことが判明し、現在では本種を含むカンセンチュウ目はクロマドラ綱プレクトゥス亜綱に分類されている。
本種ははじめ Maupas (1900) により桿線虫属（カンセンチュウ属、ラブディティス属）の Rhabditis elegans として記載された。この属は寄生性の属で、ヒト桿線虫 Rhabditis hominis などが知られる。Caenorhabditis ははじめ Osche (1952) により、桿線虫属の亜属として設立され、Dougherty (1953) により属に格上げされた。本種 C. elegans は Caenorhabditis のタイプ種である。

### 名称
学名 Caenorhabditis elegans の属名 Caenorhabditis は桿線虫 Rhabditis に「新しい」を意味する接頭辞 caeno- を付したものであり、「新桿線虫」を意味する。種小名の elegans はラテン語で「優美な」を意味する形容詞である。
本種は代表的なモデル動物であるため、C. elegans としてしばしば言及される。しかし、国際動物命名規約第4版において、ある学名に最初に言及するときはすべての構成要素を略さずに書くべきとされているため、初めから略記するのは適切な引用方法ではない。
日本語では、学名ラテン語読みを音写したカエノラブディティス・エレガンス（カエノラブディチス・エレガンス、ケノラブディティス・エレガンス）や、英語風にシーノラブディティス・エレガンス（セノラブディティス・エレガンス）という表記が用いられる。日本語でも通称として C. エレガンス（シー・エレガンス）と書かれることも多い。エレガンスセンチュウ（エレガンス線虫）やセノラブヂチス線虫という和名が与えられることもある。

## 生態
線形動物門の伝統的分類における双器綱では自由生活性のものが多いが、本種が属する双腺綱の線虫は大半の種が寄生性である。しかし、本種は自由生活性である。土壌に生息し細菌類を食べる細菌食性である。実験室では寒天培地上に生やした大腸菌を栄養源として飼育される。
ただし、その生息地は明確にされていない。本種を記載したフランスの動物学者、Émile Maupas は本種を2度採集しており、それはいずれもアルジェ空港近辺の腐植土からと記している。ところが、Félix & Braendle (2010) によると、彼女らが世界中の野外の土壌サンプルを相手にした範囲では、本種が採集されたことは1度もないという。その代わり、人為的に作られた堆肥からは比較的よく採集される。

## 形態

の組織と器官系。

体細胞数は、雌雄同体の成虫では正確に959個（ただしこれは核の数であり、表皮細胞は多核であるため細胞数はより少ない）、雄では1033個かそれを少し上回る数である。古い文献では雄の細胞数を1031個とする記述が多く見られるが、2015年に左右一対のMCM神経の発見が報告されたことで、雄の細胞数がこれよりも2個増えている。雌雄同体の腸内に共生微生物が豊富に存在する環境では、子の腸細胞が1–3個程度増加する可能性が報告されている。C. elegans の細胞数を数える際には、細胞融合によって多核細胞となる表皮細胞については細胞でなく細胞核を数えるが、細胞分裂を伴わない核分裂によって多核細胞となる腸細胞については細胞核でなく細胞を数えている。
神経、筋肉、消化管、表皮、生殖巣の組織や器官をもつ。体表は角質下層が分泌する厚いクチクラに覆われる。体内には擬体腔を持つ。表皮の内側を縦走筋（体壁筋）が走る。
消化管は、口から食道、弁を通って腸、直腸を経て肛門と続く。食道は食道前部（corpus）、食道狭（isthmus）および栓がある後部食道球（postcorporal bulb）に分かれている。口器には可動の装飾がない。
神経系は感覚細胞と運動ニューロンからなる。腹側神経索が発達し、中枢である神経環が食道の中央部を囲っている。神経細胞はわずか302個で、7600個のシナプスが全て同定されている。これだけの細胞で物理刺激に対する回避運動や、化学物質（塩化ナトリウムなど）や温度と餌を関連付けた学習やベンズアルデヒドなどの誘引性揮発性物質に対する順応などの行動を示す。また、個々の神経がどの細胞とシナプスもしくはギャップジャンクションを形成しているかが透過型電子顕微鏡の連続切片像から完全に再構築されていることや、レーザーを照射して特定の神経細胞を破壊する実験などから、どの神経細胞がどのような行動に関わるかもある程度わかっている。

## 生殖
性染色体による性決定は XO 型である。XX の個体は雌雄同体（2種類の生殖細胞を持つ雌）になり、XO の個体は雄になる。
雄は陰茎と肛門が共有した開口部を持ち、総排出口となる。また、雄には交接嚢（bursa）が発達する。精子は典型的な長い尾部を持った流線形ではなく、小さくて丸い鞭毛を持たない細胞で、アメーバ様の動きにより運動する。
雌雄同体は肛門とは別に陰門（vulva）を持つ。雌雄同体（雌）は幼虫期に300個弱の精子を作り、成虫期になると卵形成する。精子は子宮内の受精嚢（貯精嚢）に保持し、貯めておいた精子を使って自家受精を行う。卵の細胞膜と精子が融合すると、新たに受精した卵ではキチンが急速に合成され、多精が抑制される。受精卵は初期の分裂ののち、陰門から押し出される。
一個体が産卵する子孫は300匹弱である。雌雄同体であるため、実験上、遺伝的な背景を均一にすることに役立つ。一方、雄は約0.1% の割合で現れる。これと雌雄同体とを交配させることも可能である。
身体の半分以上の体積を占める生殖系列細胞は1000個を越えることもある。

## 発生
本種は全ての細胞系譜が透明な角皮を通して詳細に追跡されている。そのため、胚内のそれぞれの細胞がどの細胞から生じたのか、どの組織形成に寄与するのかが明らかになっている。また、脊椎動物とは異なり個体間の差異がほぼない。
受精卵は螺旋卵割を行い、幼生は親に似た直達発生を行う。胚は約14時間で孵化し、幼虫 (L1–L4) はクチクラ層の脱皮を4回繰り返し成虫になる。寿命は約1か月。

## モデル生物としてのC. elegans
モデル生物としての歴史は1970年代に始まる。当時シドニー・ブレナーは発生過程と神経系の問題が今後の生物学で重要な分野になると考えた。分子生物学の成功には、大腸菌などのモデル生物（取り扱いやすく、大量に培養可能で、遺伝学や生化学的手法が使えるという性質をもっている）を使ったことが大きく関与していると考えた彼は、同様の特徴を持つ多細胞生物として C. elegans をモデル生物とすることを提案した。当初近縁種の C. briggsaeも候補にあげられていたが、ブレナーの好みで C. elegans になったとされる。
ブレナーが線虫を選んだのには、リチャード・ゴールドシュミットやテオドール・ボヴェリなどの胚発生学者による研究で、個体差の少ない細胞系譜によって生じる少数の細胞と比較的少ない染色体を持っていることを既に示していたことによる。これらの条件により、発生に関与する遺伝子を同定することが可能で、細胞系譜の追跡が可能になる。
それ以前の発生生物学上のモデル生物としては古典的な発生学以来のウニやイモリ、分化の過程に関しては細胞性粘菌（キイロタマホコリカビ）がよく使われたが、前者はその体が大きく複雑に過ぎ、後者では体の構造がないに等しく、多細胞動物とは比較できない。そのため、後生動物でありながら体が小さく細胞種数が少なく、しかも自由生活性で培養がたやすいものが必要であり、C. elegans はこれらの条件に良く合っている。本種は寄生性でない土壌線虫であり、シャーレの中で培養できる。また、成虫や胚は透明であり、微分干渉顕微鏡にて容易に細胞を区別でき、細胞系譜を追いやすい。胚発生が約16時間と早く、世代時間も4日と短いため、変異の誘導が行いやすい。更に、ほとんどが雌雄同体であり自家受精可能であるのに加え、低頻度で生まれる雄との交配も可能である。現在では Caenorhabditis Genetics Center に登録される研究室は400を越える。
C. elegans をモデル生物として確立し、器官発生とアポトーシスの遺伝制御に関する発見をした成果に対し、ブレナーおよびロバート・ホロビッツ、ジョン・サルストンは2002年にノーベル生理学・医学賞を受賞した。
1990年にヒトゲノム計画のモデル系として、全ゲノム配列の決定が3年間のパイロットプロジェクトとして開始された。これはアメリカ国立衛生研究所とMRC分子生物学研究所の資金提供によるものである。1994年の資金追加を経て、1998年に多細胞生物として初めて 97 Mb（メガベース、106 bp）の塩基配列読み取りが完了した。その結果、6本の染色体上に約19000個の遺伝子の存在が予測された。このゲノムサイズはヒトの約3.2 Gb などと比較して3%と小さく、研究に適している。また、2003年末には近縁種である C. briggsae のゲノム解読もなされ、分岐年代や相同性等の研究にも用いられている。
また、2本鎖の RNA を導入すると、それと相同の配列を持つ遺伝子の発現が抑制されるという、RNAi と呼ばれる遺伝子抑制手法が初めて確立された生物でもある。1998年にアンドリュー・ファイアーらにより報告されたこの現象は siRNA の発見へとつながり、現在遺伝子治療でもっとも期待される手法の一つとなっている。RNAi という現象を発見した成果に対し、ファイアーとクレイグ・メローは2006年にノーベル生理学・医学賞を受賞した。
身体が透明で外来遺伝子の発現が容易であることから、蛍光レポーターなどの機能タンパク質の性能評価に適した多細胞生物である。マーティン・チャルフィーは、緑色蛍光タンパク質（GFP）を C. elegans の機械刺激受容神経に発現させ、GFPを蛍光レポータータンパク質として異種生物に応用できることを示した。この成果により、チャルフィーは下村脩、ロジャー・Y・チエンとともに2008年にノーベル化学賞を受賞した。
2015年に九州大学の研究グループは、 C. elegans を使って、被験者の尿の臭いを利用して早期かつ高精度のがん検診に成功したことを発表した。
OpenWorm という、C. elegans を細胞レベルでシミュレーションする国際的なオープンサイエンスプロジェクトがある。